# Françoise Letellier
Pour les articles homonymes, voir Letellier.
Françoise Letellier (19 mars 1920 à Paris-15 août 2011 à Issy-les-Moulineaux) est une nageuse française, spécialiste de la brasse et du dos crawlé.

## Carrière
Elle commence la natation sur les conseils du médecin de famille pour améliorer ses capacités pulmonaires. 
Elle est sacrée championne de France de natation sur 200 m brasse en 1936, 1937 et 1938.
Le 20 décembre 1935, elle bat le record de France de natation dames du 100 mètres brasse en 1 min 31 s 0.
Championne de France en 1936,  elle aurait dû aller aux Jeux olympiques de Berlin mais la Fédération française de natation la juge un peu trop « bronzée » et sélectionne donc d’autres nageuses correspondant aux critères de l’époque[réf. nécessaire].